# Лісовий цвинтар

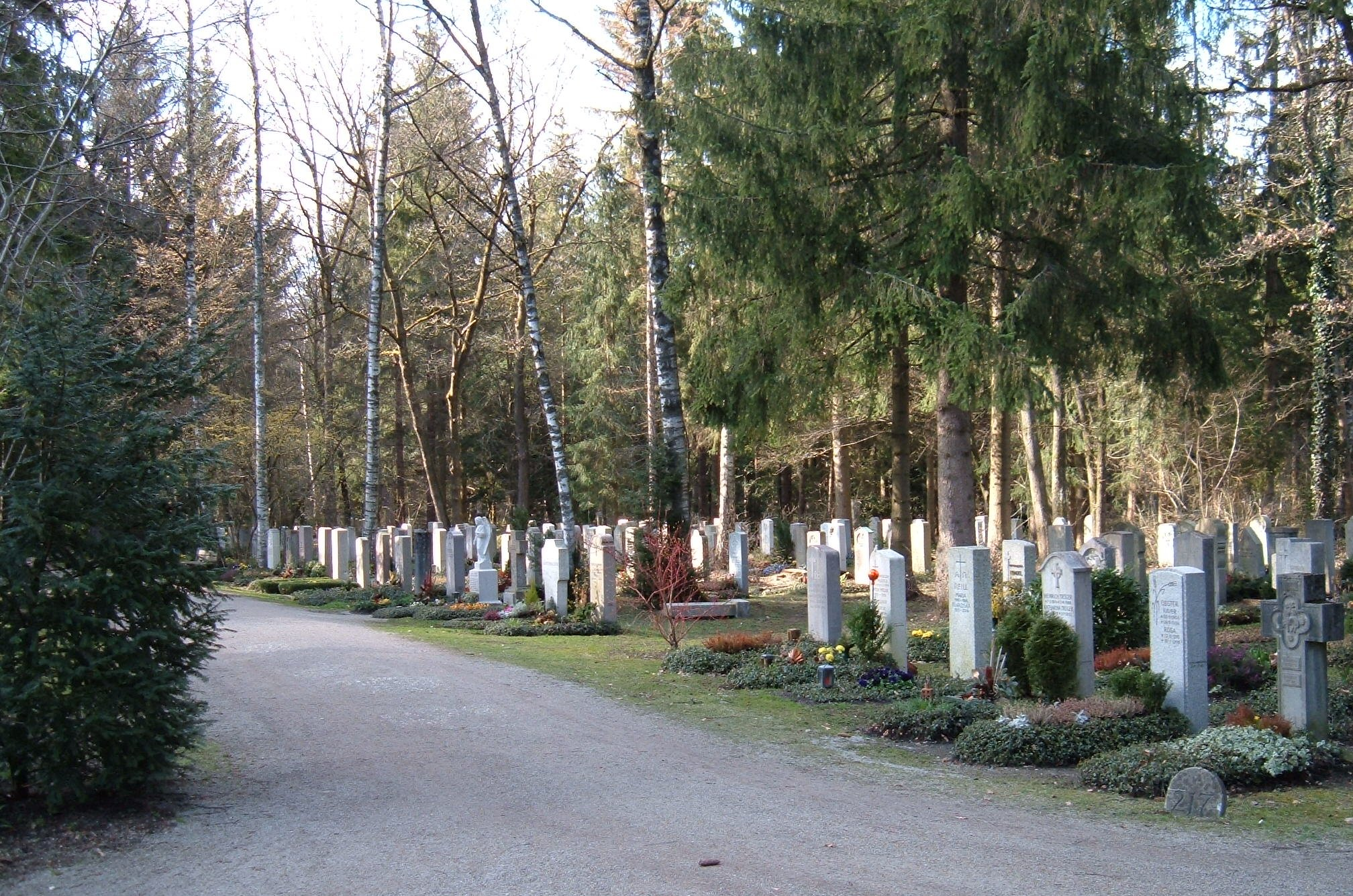
Вальдфрідгоф в Мюнхені

Лісови́й цви́нтар — цвинтар в якому оригінальний пейзаж з деревами має значний вплив на ландшафтну архітектуру, і могили розміщуються поміж дерев.